# IOI Group
Die IOI Group (handelsrechtlich: IOI Corporation Berhad) ist ein malaysisches Unternehmen.
Das Unternehmen wurde 1969 gegründet und war anfangs in der industriellen Sauerstoffproduktion tätig. Seit den 1980ern spezialisierte sich das Unternehmen zunehmend auf die Produktion von Palmöl. In Malaysia und Indonesien besitzt das Unternehmen Plantagen. In Putrajaya besitzt das Unternehmen zwei Hotels, das Marriott Putrajaya Hotel und das Palm Garden Hotel. Das Unternehmen leitet der Manager Lee Shin Cheng. IOI Group besitzt Palmölflächen, wo früher tropischer Regenwald stand. Das Unternehmen betreibt illegale Abholzung. Unilever und Neste Oil gehören zu den Kunden des Konzerns.